# جغدک جاوه‌ای
جغدک جاوه‌ای (نام علمی: Glaucidium castanopterum) نام یک گونه از تیره جغدان راستین است.